# Rio Day
O Rio Day (em vietnamita:  Sông Đáy) é um rio do Vietnã. Ele era antigamente conhecido como Sông Hát ou Hát Giang.  O rio é um difluente do Rio Vermelho que deságua no Golfo de Tonkin.
O rio possui extensão de 240 km e bacia hidrográfica de mais de 7.500 km². Corta a cidade de  Hanói a as províncias de Hòa Bình, Hà Nam, Ninh Bình e Nam Định.